# Tuberkulosehospitalet i Lyngby
Tuberkulosehospitalet i Kongens Lyngby blev oprettet i 1891. Det var dog først i 1920, at hospitalet blev specialiseret til et tuberkulosehospital. Hospitalet havde på dette tidspunkt plads til 24 senge. I slutningen af 1800-tallet var 14% af alle dødsfald i Danmark forårsaget af tuberkulose. Derfor iværksatte man i starten af 1900-tallet en stor kampagne til bekæmpelse af tuberkulose i Danmark med oprettelse af flere hospitaler landet over. I 1916 havde tuberkulosehospitalet 25-års jubilæum og blev omtalt i Københavns Amts Avis.
I 1941 fik hospitalet egen tuberkulosestation til undersøgelser samt ambulant behandling. Med fremkomsten af antibiotika efter 2. Verdenskrig lykkedes det, at få en behandling, som effektivt kurerede patienterne for tuberkulose. Ydermere var forbedrede bolig- og ernæringsforhold for danskerne med til at mindske tilfælde at tuberkulose i Danmark. Tuberkulosehospitalet blev nedlagt i 1986.